# Nowa Kuźnia (Opole)
Pour les articles homonymes, voir Nowa Kuźnia.
Nowa Kuźnia est une localité polonaise du gmina de Prószków dans la voïvodie et le powiat d'Opole.